# Nadia Fanchini
Nadia Fanchini nació el 25 de junio de 1986 en Lovere (Italia), es una esquiadora que ha ganado 2 Medallas en el Campeonato del Mundo (1 de plata y 1 de bronce) y tiene 2 victorias en la Copa del Mundo de Esquí Alpino (con un total de 12 podiums).

## Resultados

### Juegos Olímpicos de Invierno
- 2006 en Turín, Italia
  - Eslalon Gigante: 8.ª
  - Descenso: 10.ª
  - Combinada: 20.ª
  - Super Gigante: 38.ª
- 2014 en Sochi, Rusia
  - Eslalon Gigante: 4.ª
  - Super Gigante: 10.ª
  - Descenso: 22.ª

### Campeonatos Mundiales
- 2005 en Bormio, Italia
  - Super Gigante: 4.ª
- 2007 en Åre, Suecia
  - Descenso: 13.ª
- 2009 en Val d'Isère, Francia
  - Descenso: 3.ª
  - Super Gigante: 9.ª
- 2013 en Schladming, Austria
  - Descenso: 2.ª
  - Super Gigante: 21.ª
- 2015 en Vail/Beaver Creek, Estados Unidos
  - Descenso: 12.ª
  - Super Gigante: 12.ª
  - Eslalon Gigante: 16.ª

### Copa del Mundo

#### Clasificación general Copa del Mundo
- 2003-2004: 112.ª
- 2004-2005: 37.ª
- 2005-2006: 22.ª
- 2006-2007: 33.ª
- 2007-2008: 38.ª
- 2008-2009: 9.ª
- 2009-2010: 28.ª
- 2011-2012: 76.ª
- 2012-2013: 37.ª
- 2013-2014: 18.ª
- 2014-2015: 12.ª

#### Clasificación por disciplinas (Top-10)
- 2008-2009:
  - Super Gigante: 2.ª
  - Descenso: 5.ª
- 2013-2014:
  - Super Gigante: 9.ª
- 2014-2015:
  - Eslalon Gigante: 6.ª
  - Super Gigante: 9.ª
- 2015-2016:
  - Descenso: 6.ª

#### Victorias en la Copa del Mundo (2)

##### Descenso (1)
| Fecha                 | Lugar     |
| --------------------- | --------- |
| 20 de febrero de 2016 | La Thuile |

##### Super Gigante (1)
| Fecha                  | Lugar       |
| ---------------------- | ----------- |
| 7 de diciembre de 2008 | Lake Louise |